# Comportamiento de congelación
El comportamiento de congelación o la respuesta de congelación es una reacción a estímulos específicos, más comúnmente observados en animales de presa. Cuando un animal presa ha sido atrapado y vencido por completo por el depredador, todavía puede ser posible que la presa se escape simulando la muerte para que el depredador detenga el ataque. En general, los estudios evalúan una respuesta de congelación condicionada a estímulos que, de manera típica o innata, no causan miedo, como un tono o un shock. El comportamiento de congelación se caracteriza más fácilmente por los cambios en la presión arterial y el tiempo en cuclillas, pero también se sabe que causa cambios como falta de aliento, aumento del ritmo cardíaco, sudoración o sensación de ahogo. Sin embargo, dado que es difícil medir estas respuestas simpáticas a los estímulos del miedo, los estudios generalmente se limitan a los tiempos simples de agacharse. Una respuesta a los estímulos típicamente se dice que es una "lucha o huida", pero se describe más completamente como "lucha, huida o congelación". Además, se observa la congelación antes o después de una respuesta de lucha o huida.

## Fisiología
Los estudios sugieren que áreas específicas del cerebro provocan (o inhiben en el caso de lesiones) el comportamiento de congelación en los sujetos. Las regiones incluyen la amígdala basolateral y el hipocampo.
Uno de esos estudios, realizado por Ann E. Power et al., investigó los efectos de las lesiones en la amígdala basolateral. Las ratas se colocaron en una cámara que contenía pelo de gato real o pelo de gato falso. Se probaron dos grupos de ratas: ratas que se lesionaron en la amígdala basolateral y ratas que eran el grupo de control (o grupo de operación simulada). Todas las ratas al principio se congelaron brevemente y luego se retiraron del estímulo en el contacto inicial. Los resultados mostraron que las ratas que se lesionaron en la amígdala basolateral se congelaron mucho menos con el pelo del gato que el grupo control. Como se esperaba, ambos grupos de ratas se congelaron por un tiempo significativamente menor cuando se les presentó el estímulo de pelo de gato falso que cuando estaban en presencia del pelo de gato real. También se demostró que tanto el grupo de control como el grupo lesionado hicieron menos contactos con el pelo de gato real que el pelo de gato falso. Estos datos infieren una conexión entre la amígdala basolateral y el comportamiento de congelación.
Otro estudio, realizado por Gisquet-Verrier et al., probó los efectos del hipocampo, en tres experimentos, tanto en el comportamiento de congelación como en la evitación.  Las ratas se lesionaron con ácido iboténico y se probaron contra un grupo de control. Primero investigaron los cambios del miedo condicionado, y los resultados mostraron que las lesiones en el hipocampo no alteraron el comportamiento de congelación y afectaron la evitación marginalmente. Luego, probaron sesiones de condicionamiento único y se encontró que el comportamiento de congelación no había cambiado mientras que se evitaba la evitación. Finalmente, probaron el condicionamiento con un estímulo más grande (intensidad de choque de pies). Se encontró que la evitación no se modificó mientras que el comportamiento de congelación disminuyó. Estas investigaciones no solo demostraron que el hipocampo está involucrado con el comportamiento de congelación, sino que la evitación y el comportamiento de congelación no parecen tener formas similares de cuantificarse cuando se trata del condicionamiento del miedo.

## Neurotransmisores
Se ha probado experimentalmente que áreas particulares del cerebro están involucradas con el comportamiento de congelación. Como se mencionó anteriormente, Ann E. Power investigó el efecto de la amígdala basolateral sobre el comportamiento de congelación. También se descubrió que la activación colinérgica muscarínica desempeña un papel en el comportamiento. Eso sugiere que los neurotransmisores, en general, desempeñan un papel en el comportamiento de congelación. Varias investigaciones muestran que el comportamiento de congelación está influenciado por lo siguiente:
- Serotonina[4]
- Fármacos antipsicóticos[5]
- Metanfetamina[6]
- Inhibidores de la monoaminooxidasa[7]

Hashimoto et al. investigó los efectos del miedo condicionado sobre la serotonina y el comportamiento de congelación en ratas. A través de la microdiálisis in vivo, se pudieron medir ciertas concentraciones de serotonina extracelular en el cerebro de rata. Se encontró que el estrés del miedo condicionado aumentaba los niveles de serotonina en la corteza prefrontal medial. Este aumento se correlacionó con un aumento del comportamiento de congelación que se observó. A las ratas se les administró un inhibidor para la serotonina extracelular, lo que resultó en un comportamiento de congelación reducido. Se puede sugerir a partir de estos resultados que la inhibición de la serotonina puede disminuir el comportamiento de congelación y, también, la ansiedad.
La serotonina no es la única que influye en el comportamiento de congelación, sino que también se ha demostrado que los fármacos antipsicóticos (APD), como la clozapina, ORG5222 y la olanzapina, también afectan el comportamiento de congelación. Los fármacos se administraron por vía subcutánea a ratas 30 minutos antes del estrés por choque de pies. Se observó que, 24 horas después del choque de pies, el comportamiento de congelación estaba presente sin choques. Es interesante observar esto, ya que hubo una respuesta simpática a ningún estímulo en absoluto. Esto sugiere que los fármacos antipsicóticos alteran el comportamiento de congelación, lo que hace que las ratas sean más sensibles al estímulo del miedo, por ejemplo.
Las metanfetaminas también han demostrado que podrían afectar el comportamiento de congelación. Tsuchiya et al. realizó un estudio que investiga el efecto del tratamiento previo con metanfetamina en el comportamiento de congelación. Las ratas recibieron el medicamento durante una semana, aumentando las dosis. Después de eso, hubo un período de 5 días sin ningún medicamento administrado. Las ratas fueron sometidas a estrés de miedo condicionado. El pretratamiento de metanfetamina repetido, pero no único, dio como resultado un comportamiento de congelación significativamente mayor. Esta evidencia sugiere que la exposición previa a la metanfetamina crónica produce una mayor sensibilidad al estrés posterior que un grupo de control.
Así como los neurotransmisores influyen en el comportamiento de congelación, los inhibidores enzimáticos, como se espera, interrumpen los neurotransmisores e influyen en el comportamiento de congelación. Este estudio examinó los efectos de los inhibidores de la monoaminooxidasa en el comportamiento de congelación. Las ratas se trataron con inhibidores específicos que se dirigen a la monoaminooxidasa A o B. Los resultados mostraron que la inhibición aguda de la monoamino oxidasa A y B reduce la ansiedad o el comportamiento de congelación. Sin embargo, la inhibición de la monoaminooxidasa A o B sola no lo hizo.

## Hormonas
Se ha demostrado que partes del cerebro están involucradas en el comportamiento de congelación y que los neurotransmisores y sustancias químicas similares también influyen en el comportamiento de congelación. De manera relacionada, las hormonas, los progestágenos y el estrógeno también desempeñan un papel en el comportamiento de congelación. Primero, los autores probaron las ratas en mármol, enterrando y acondicionando el miedo cuando estaban en estros o diestros del comportamiento. Las ratas hembras en estros de comportamiento tienen niveles elevados de estas hormonas esteroides y también provocan más acercamiento y menos comportamiento de congelación que las ratas diestras. Los resultados demuestran que las ratas en este estro de comportamiento muestran menos entierro impulsivo y también menos comportamiento de congelación que las ratas diestras. Luego, los autores administraron progesterona y estrógeno en ratas ovariectomizadas y las probaron en entierro de mármol y miedo condicionado. Los resultados de este experimento demuestran que la administración de progesterona o de estrógeno y progesterona disminuye el enterramiento impulsivo. Ambos demuestran una disminución en el comportamiento de congelación. El estudio concluye que "la progesterona y / o el estrógeno pueden mediar el comportamiento impulsivo y / o evitativo". El comportamiento de congelación en el ciclo de una mujer se ve muy afectado por los niveles de hormonas. Sin embargo, puede haber estudios futuros sobre si la testosterona también influye en el comportamiento de congelación.